# Marghita
Marghita (deutsch Margarethen, ungarisch Margitta) ist eine Kleinstadt im Kreis Bihor in Rumänien. 

## Lage
Marghita liegt im Kreischgebiet in den nördlichen Ausläufern des Apuseni-Gebirges. Die Kreishauptstadt Oradea befindet sich etwa 45 km südwestlich.

## Geschichte
Die ältesten archäologischen Funde der Region stammen aus der Stein-, Bronze- und Eisenzeit.
Im Jahr 1216 wurde der Ort erstmals urkundlich erwähnt. Bereits im ausgehenden Mittelalter war er ein Zentrum des Handels und des Handwerks. Vor 1500 erhielt er das Marktrecht. Von 1526 bis zum Beginn des 18. Jahrhunderts gehörte Marghita zum Osmanischen Reich, danach zu Österreich-Ungarn. 1710 und 1739 wurde der Ort von Pestepidemien betroffen, 1823 durch einen Brand zur Hälfte zerstört. 1852 erwarb das Kloster Melk in Niederösterreich Grundbesitz im Ort, was sich günstig auf die wirtschaftliche Entwicklung auswirkte.
Nach dem Ersten Weltkrieg gelangte Marghita, das damals noch eine deutliche ungarische Bevölkerungsmehrheit hatte, an Rumänien. Im Ergebnis des Zweiten Wiener Schiedsspruches gelangte der Ort von 1940 bis 1944 vorübergehend wieder zu Ungarn. 1944 wurden die meisten jüdischen Bewohner in Vernichtungslager deportiert.
Eine bedeutsame industrielle Entwicklung setzte erst nach dem Zweiten Weltkrieg ein. 1967 wurde Marghita zur Stadt, 2003 zum „Municipiul“ (Munizipium, d. h. eine bedeutendere Stadt) erklärt.

## Bevölkerung
1880 lebten auf dem Gebiet der heutigen Stadt 4685 Menschen, davon etwa drei Viertel Ungarn. Im Jahr 1920 bezeichneten sich von den damals 7578 Einwohnern 4376 als Ungarn, 1670 als Juden und 1473 als Rumänen. 1956 war die Zahl der Juden auf 218 gesunken. 1992 wurden erstmals mehr Rumänen als Ungarn gezählt.
Bei der Volkszählung 2002 wurden in der Stadt 17.291 Einwohner registriert, darunter 9167 Rumänen, 7468 Ungarn, 485 Roma, 82 Slowaken, 33 Deutsche und 2 Juden.

## Partnerschaften
- Berettyóújfalu, Ungarn
- Konyár, Ungarn

## Verkehr
Marghita liegt an einer Nebenbahnstrecke von Săcueni nach Sărmășag. Durch die Stadt führt die Nationalstraße Drum național 19B von Nușfalău nach Săcueni. Ab dem Jahr 2013 soll die Autobahn A3 an Marghita vorbeiführen.

## Sehenswürdigkeiten
- Reformierte Kirche (16.–18. Jahrhundert)
- Geothermische Quellen
- Tal des Baches Barcău
- Csaky-Kastell, heute das Rathaus